# Al2 El Aldeano
Aldo Roberto Rodríguez Baqueros (La Habana, 17 de marzo de 1983) conocido por su nombre artístico Al2 El Aldeano o simplemente Al2, es un rapero, compositor y activista cubano. También es conocido por haber formado parte del dúo de rap latino Los Aldeanos, junto a Bian Oscar Rodríguez Galá, más conocido como «El B».
Es considerado como unos los intérpretes más influyentes del rap underground en Cuba y el resto de América Latina.  Sus letras tratan sobre injusticias sociales, pobreza, racismo, brutalidad policial y la prostitución en Cuba. Al2 fue colocado junto a El B, en el puesto número ocho en la lista de los «50 grandes raperos en la historia del rap en español», publicada por la revista estadounidense Rolling Stone.

## Biografía

### Inicios
Su temprana vocación por el deporte le asegura ganar una beca de natación que abandona más tarde para estudiar música –saxofón– en la escuela vocacional Samuel Saumell, después de aprobar los exámenes de aptitud. La carencia de instrumentos musicales, con un precio todavía inaccesible para su bolsillo ciudadano, impiden que pueda concluir sus estudios de música.
Con el rap norteamericano como única referencia, Aldo Rodríguez inicia sus primeros proyectos personales que pudieran resumirse en jugar a las rimas, ordenar ideas en busca de un discurso lírico propio, y depurar el flow que años después lo distinguiría entre la hornada rapera cubana que muchos llamaban new school.

## Carrera musical

### 2003-2010: Inicios
En febrero de 2003, junto a Bian Oscar Rodríguez Gala (El B) funda Los Aldeanos. 
El reconocimiento nacional de Los Aldeanos cristaliza en el año 2004 con el premio Rap Plaza por su álbum debut Censurados, producido en los estudios 26 Musas y grabado en el emblemático home studio Real 70, fundado y liderado por el Mc y Productor Musical Papá Humbertico. 
En las peñas del proyecto Almendares Vivo y del Barbarán, Los Aldeanos lograron la convergencia de dos generaciones de cubanos. Su público habitual incluía también a seguidores de otros géneros musicales como la trova, el rock, el techno. Los discos que seguirían a Censurados eran lanzados en vivo en estos espacios y distribuidos de forma underground.
En el año 2008, con el demo Hace tres febreros, alcanzaron el reconocimiento a Mejor Grupo Rap en el festival que organiza el programa televisivo cubano Cuerda Viva. En 2009, con el disco El Atropello se alzarían con cuatro premios en la primera edición del evento Los Puños Arriba.
Sin duda alguna, el año 2010 marcaría un punto climático en la trascendencia de Los Aldeanos. La visibilidad del dúo a nivel internacional –que tenía sus precedentes en el artículo La vanguardia del rap cubano se estira más allá de las rayas partidarias– que publicara en 2006 el New York Times– se consolida también en los temas que compartieron con Intifada y Siete Nueve desde Puerto Rico; Juaninaka y Toteking desde España; Maguech desde Mozambique; Macabro XII y Gabylonia desde Venezuela, por citar solo unos ejemplos.
Esta nueva etapa se inicia el 24 de enero de 2010, con la exposición video-gráfica Cartografía cronológica y resumen de diez años de trabajo y colaboración con el movimiento Hip Hop cubano, organizada por Jorgito , y realizada en La Madriguera, sede de la Asociación hermanos Saíz en La Habana. Exposición que serviría de pretexto para que Los Aldeanos subieran al escenario después de más de tres años. Cabe señalar que el 28 de agosto de 2008, el cantautor Pablo Milanés los invitaría a compartir el escenario en su concierto de cierre de verano, en la Tribuna Antiimperialista José Martí.
En julio de 2010, Los Aldeanos son invitados a Exit Festival, en Serbia. Sería esta, la primera presentación de Los Aldeanos allende las fronteras cubanas. A este le siguieron otras invitaciones para participar en eventos trascendentales como InterRapción y Miradas Doc (España), Hip Hop al Parque (Colombia) y el concierto Los que no van morir (Estados Unidos).
A través del universo audiovisual también se establecieron pautas para reseñar la cartografía del dúo, más allá del conjunto de videoclips que circulaban, junto a su música, clandestinamente.  Entre los más transcendentales se encuentran el documental Revolution, de Maikell Pedrero, que intenta narrar la situación de censura sobre Los Aldeanos, ya no solo como músicos sino además como ciudadanos. Este documental alcanza varios premios en la Muestra de Jóvenes Realizadores. 
En ficción, el teleplay Güajiro, donde El Aldeano y El B protagonizan a los personajes principales, se integra al conjunto de registros audiovisuales alrededor de la obra de Los Aldeanos.

### 2011-2013
Después de una pausa en sus giras internacionales, que incluyeron países como España, Estados Unidos, Venezuela, Argentina y México, el dúo realiza un concierto en La Madriguera el 15 de diciembre de 2012. 
En homenaje a los diez años de existencia, el 23 de febrero de 2013, en el Salón Rosado de la Tropical, Los Aldeanos realizaron su último concierto en Cuba. 
En marzo de 2013 reanudarían su gira en Estados Unidos, que incluiría la grabación de un disco con el sello discográfico Soul Assassin. La gira incluye presentaciones, entre junio y agosto, en las ciudades de Tampa, Las Vegas y Miami.
Junto al Mc Silvito El Libre –con quien grabara en 2009 el disco Los KbaYros– realiza, en diciembre, el concierto y presentación del álbum De los altos del Barbaran; compilación de sus temas más escuchados.

### 2014-2017
El año 2014 significa para El Aldeano otro ciclo transcendental en su carrera como Mc y Productor Musical, que inicia con los conciertos en The place y Lost in Miami (en honor al Festival Rotilla), ambos en Miami. A ello se suma los lanzamientos de sus álbumes personales Musik (en marzo) y Duendes (en julio), y el concierto de Los Aldeanos en La Madriguera de Miami. 
En septiembre, reanuda su gira internacional en Perú y regresa en octubre para el lanzamiento de los primeros temas de su próximo álbum Hiphop con100cia. 
En el 2015, hace una gira por Colombia llamada "Colombia es aldea". En noviembre se presenta en Línea Dieciséis XL junto a Rapsusklei.
En el 2016 lanza el álbum La Aldea compuesto por 14 temas. En los meses de mayo y junio realiza junto a Silvito El Libre y Gabylonia la gira La Aldea Tour y luego en el mes de septiembre en solitario se presenta en 11 ciudades de España. 
En la primera etapa del 2017 El Aldeano se mantuvo sacando sencillos que pertenecerán a su próximo álbum Musik Aldeana.

### Actualidad
En 2023, participó en el álbum Pánico de Vico C para el sencillo Blam Blam. Y otra colaboración junto a Residente (Calle 13) en el álbum Las letras ya no importan.

## Discografía

### Álbumes de Al2 el Aldeano
- En3 Telas Musas (2005)
- Poesía y Corazón (2005)
- Reco
- pilacion Vol. 1 (2007)
- Inédito (2007)
- Miseria Humana (2008)
- Mantenimiento al Alma (2009)
- Nos Achicharraron (2010)
- Moliendo Chatarra (2010)
- Actividad Paranormal (2011)
- De los Altos del Barbaran (2013)
- Musik (2014)
- Duendes (2014)
- Recordpilacion Vol. 2 (2015)
- La Aldea (2016)
- Recordpilacion Vol. 3 (2018)
- Lulo (2019)
- Recordpilacion Vol. 4 (2020)
- Nómadas (2022)
- Ciclos (2023)
- Símbolo (2025)

### Álbumes de Los Aldeanos
- Censurados (2003)
- L3 y 8: Inciso A (2004)
- Poesía Esposada (2004)
- Abajo como hace tres febreros (2006)
- El Atropello (2009)
- D'Finny Flowww (2010)
- Desacato (2010)
- Guerreros de la Tinta (2010)

### Álbumes Colaborativos
- L3 y 8: Inciso A (2004)
- La Comisión Depuradora Vol. 1 y 2 (Los Aldeanos junto a El Adversario) (2007)
- Baby Bello y Don Perfecto (2012)
- Los Kbayeros (junto a Silvito el Libre) (2009)
- Tribu Mokoya Vol. 1 y 2 (junto a Silvito el Libre) (2011)
- Créeme (2013)
- The Mixtape (junto a Silvito el Libre) (2014)
- El Club de los Poetas del Barrio (junto a Silvito el Libre) (2019)
- Huellas 1, 2, 3 y 4 (junto a Silvito el Libre) (2020)
- Ciclos (junto a Raymond Daniel y Jhamy) (2023)